# Xã Moore, Quận Northampton, Pennsylvania
Xã Moore (tiếng Anh: Moore Township) là một xã thuộc quận Northampton, tiểu bang Pennsylvania, Hoa Kỳ. Năm 2010, dân số của xã này là 9.198 người.